# Gone Fishin’
Gone Fishin’ – druga płyta zespołu Flipper wydana w 1982 roku przez firmę Subterranean Records.

## Lista utworów
1. „The Light, The Sound, The Rhythm, The Noise”
2. „First The Heart”
3. „In Life My Friends”
4. „Survivors Of The Plague”
5. „Sacrifice”
6. „Talk's Cheap”
7. „You Nought Me”
8. „One By One”

## Muzycy
- Bruce Loose – wokal
- Ted Falconi – gitara
- Will Shatter – gitara basowa, wokal
- Steve DePace – perkusja